# Acontia wahlbergi
Acontia wahlbergi is een vlinder van de familie van de uilen (Noctuidae). De wetenschappelijke naam van deze soort is voor het eerst voorgesteld door Hans Daniel Johan Wallengren in een publicatie uit 1856.
De soort komt voor in het Afrotropisch gebied waaronder Mauritanië, Senegal, Gambia, Ivoorkust, Burkina Faso, Ghana, Nigeria, Kameroen, Congo-Kinshasa, Eritrea, Ethiopië, Oeganda, Kenia, Tanzania, Angola, Zambia, Mozambique, Namibië, Botswana, Zimbabwe en Zuid-Afrika.